# Manuel Elkin Patarroyo
Manuel Elkin Patarroyo   (Ataco, 3 de novembre de 1946 - Bogotà, 9 de gener de 2025) fou un patòleg colombià, nacionalitzat espanyol, conegut mundialment pel desenvolupament d'una vacuna sintètica contra la malària.

## Biografia
Nascut el 3 de novembre de 1946 a la ciutat colombiana de Tolima estudià medicina a la Universitat Nacional de Colòmbia, ampliant estudis a la Universitat Yale i a l'Institut Rockefeller de Nova York
Desenvolupà un vacuna sintètica contra la malària, una malaltia transmesa pel mosquit Anopheles gambiae que afecta a milions de persones del tercer món, i que anomenà SPf66. El 1999 l'OMS, a la qual Patarroyo cedí els drets de la patent, va provar la vacuna a Gàmbia, Tanzània i Tailàndia, amb resultats parcialment efectius.
El 1994 fou guardonat amb el Premi Príncep d'Astúries d'Investigació Científica i Tècnica per la importància de la seva aportació científica en la programació, desenvolupament i experimentació d'una vacuna sintètica contra la malària.
Tot i que 1996 aconseguí la nacionalitat espanyola, en l'actualitat segueix treballant al Instituto de Inmunología de Colombia, situat a la ciutat de Bogotà. Actualment se centra en el millorament de la vacuna contra la malària i addicionalment contra la tuberculosi, la lepra i el càncer d'úter.